# Paracandidimonas soli
Paracandidimonas soli es una especie de bacteria gramnegativa del género Paracandidimonas. Fue descrita en el año 2017, es la especie tipo. Su etimología hace referencia a suelo. Es anaerobia facultativa y móvil. Tiene un tamaño de 0,5 μm de ancho por 1,5 μm de largo. Oxidasa positiva. Forma colonias de color beige-amarillo, ligeramente brillantes. Temperatura de crecimiento entre 10-45 °C, óptima de 20-25 °C. Crece en agar R2A, NA y TSA. Tiene un contenido de G+C de 63,9%. Se ha aislado del suelo en  Alabama, Estados Unidos.